# Isis King

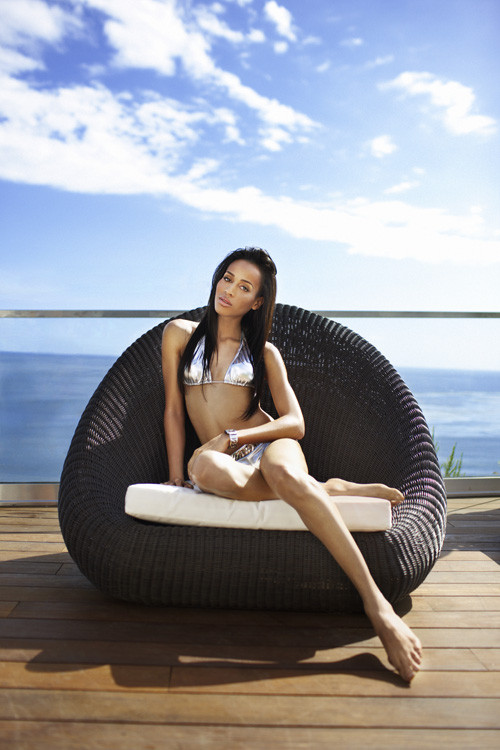
Isis King

Isis King, född 1 oktober 1985,  är en amerikansk fotomodell och en modedesigner. Hon var en av de tävlande i den elfte säsongen av America's Next Top Model. Hon var den första transsexuella kvinnan som någonsin varit med i programmet och blev en av de mest synliga transsexuella människor på TV.

## Biografi
Isis är ursprungligen från Prince George's County, Maryland, och bosatt i New York City. Hon tilldelades könet man vid födseln, men har sagt att mentalt var hon född som kvinna. Hon har sagt att människor kan se henne som transsexuell men hon föredrar uttrycket "född i fel kropp".
Sommaren 2007 började Isis sin förvandling till den kropp hon hör hemma i, hon började då gå på hormonbehandlingar. Hon hoppades att ha könskorrigeringsoperation så snart som möjligt. Tyra Banks arrangerade så att hon skulle kunna få sin efterlängtade könsoperation. Enligt Isis Facebooksida genomfördes operationen den 27 februari 2009.
Isis har en associerad examen från Art Institute i Philadelphia. Hon har arbetat som receptionist på en frisersalong. Isis jobbar även som kläddesigner, hon har bland annat varit med i några små modeshower.

## Karriär

### Modell
King dök upp i US Weekly (september 2008). Hon var även med i Seeventeen Magazine (December 2008/January 2009), Out Magazine, Mallard International Magazine, och en omslagsbild på Swerv Magazine våren 2010. King gjorde även en mängd testbilder som var befordran till hennes besök på The Tyra Banks Show 2008. Innan hon var med i America's Next Top Model hade Isis varit catwalk modell i sju år. Hon har bland annat gått på modeshower som "The Amore Fashion Show", "Howard University Fashion Show", "Colors Fall/Winter 2009-10 Line", "Seceret Society" och "Images Fashion Show" (där hon även fick ett pris).

### TV
Hon har deltagit i Tyra Banks Show två gånger för att diskutera sin historia. Hon var även på Larry King Live 25 juli 2009.

### Designer
I college började Isis designade kläder, hennes kläder vann 2005 ett pris för bästa Woman's Evening Wear.